# Chebejet
Chebejet je česká skupina věnující se akrobatické gymnastice, která se proslavila finálovou účastí v soutěži Česko Slovensko má talent.

## Složení skupiny
Skupinu je desetičlenná, tvoří ji devět dívek a jeden chlapec. Větší část pochází z TJ Bohemians Praha (Baudyšová Markéta, Míšková Adéla, Tauerová Tereza, Macháček Lukáš, Smolíková Jana, Stránská Kristýna, Smolíková Jana), zbylé tři dívky (Cingelová Nikola, Tokošová Eva a Filsaková Petra) jsou členky Gloxi Clubu TJ Sokol Bedřichov.

## Účast v soutěži
Skupina se do soutěže Česko Slovensko má talent přihlásila v roce 2010 a svými výkony nadchla porotu ve složení Jan Kraus, Jaro Slávik a Lucie Bílá i samotné diváky natolik, že postoupila do finále této soutěže, které proběhlo v listopadu 2010.